# 山梨県道712号大幡初狩線
山梨県道712号大幡初狩線（やまなしけんどう712ごう おおはたはつかりせん）は、山梨県都留市大幡から同県大月市初狩町に至る一般県道である。

## 概要

### 路線データ
- 起点：山梨県都留市大幡（山梨県道705号高畑谷村停車場線交点）
- 終点：山梨県大月市初狩町下初狩（初狩小学校東交差点＝国道20号交点）

## 通過する自治体
- 山梨県
  - 都留市 - 大月市

## 交差・接続する道路
- 山梨県道705号高畑谷村停車場線（都留市大幡）
- 国道20号（大月市初狩町下初狩・初狩小学校東交差点）

## 周辺
- 初狩駅
- 大月市立初狩小学校